# Paul Klimm
Paul Klimm (* 24. Januar 2003) ist ein deutscher Volleyballspieler.

## Karriere
Klimm spielte von 2020 bis 2025 in der zweiten Mannschaft des TSV Giesen, wo er zunächst in der dritten Liga und seit 2023 in der Zweiten Liga Nord aktiv war. 2025 wurde der Zuspieler vom Erstligisten Volley Goats Mitteldeutschland verpflichtet.